# Włodzimierz Zalewski
Włodzimierz Zalewski (ur. 1 marca 1951 w Łodzi) – polski śpiewak (bas), pedagog i profesor związany zawodowo przede wszystkim z Teatrem Wielkim w Warszawie i w Łodzi, Akademią Muzyczną w Łodzi i Uniwersytetem Muzycznym w Warszawie.

## Życiorys
Absolwent XXI Liceum Ogólnokształcącego im. Bolesława Prusa w Łodzi. W 1975 roku ukończył z wyróżnieniem Wydział Wokalno-Aktorski Państwowej Wyższej Szkoły Muzycznej w Łodzi (klasa prof. Zdzisława Krzywickiego). Występował m.in. w Niemczech, Austrii, Szwajcarii, Francji, Grecji i Holandii. Uczestniczył w światowych i polskich prapremierach następujących dzieł: Drausen von der Tur Sándora Balassy, Kohlhaas Karla Koglera, Maria Stuart oraz Lord Jim Romualda Twardowskiego, Ubu Rex Krzysztofa Pendereckiego i Wyrywacz serc Elżbiety Sikory. Nagrywał płyty, a także koncerty dla radia i telewizji. Wykonuje też repertuar oratoryjny. Współpracował z takimi dyrygentami, jak: Zygmunt Latoszewski, Jerzy Katlewicz, Jerzy Semkow, Henryk Czyż, Antoni Wicherek, Bogusław Maday, Antoni Wit, Semion Byczkow, Manfred Mayrhofer, Gerd Mediez, Roman Zeilinger i Christian Thieleman. Brał udział w spektaklach tworzonych przez takich reżyserów, jak: Andrzej Żuławski, Marek Weiss-Grzesiński, Paul Flieder, Pier Luigi Pizzi, Pier Luigi Pier'Alli, Gilbert Deflo, Marcel Bluwal, Willi Decker i Christof Loy.
Jeszcze na studiach został zaangażowany w Teatrze Wielkim w Łodzi (1974), gdzie debiutował dwoma rolami- Ramfisa w Aidzie G. Verdiego oraz Bonzy w Madame Butterfly G. Pucciniego. Rok później (1975) został solistą Teatru Wielkiego- Opery Narodowej w Warszawie, gdzie wcielił się w rolę Don Basilia w Cyruliku Sewilskim G. Rossiniego pod dyrekcją Wojciecha Rajskiego. Kolejną partią w której warszawska publiczność mogła podziwiać śpiewaka był Hrabia Horn w Balu Maskowym G. Verdiego.
Od 1979 zajmuje się działalnością pedagogiczną. Jest autorem wykładów poświęconych nauczaniu śpiewu. Prowadzi kursy mistrzowskie dla młodych śpiewaków w Polsce, jak również za granicą m.in. w Szwecji, Austrii i Turcji. Od 2004 jest corocznie twórcą kursów mistrzowskich i koncertów Glanzlichter der Oper w Rheinsbergu. Był promotorem doktoratów honoris causa śpiewaczek Teresy Kubiak i Christy Ludwig. W latach 2002–2005 kierował Katedrą Wokalistyki Akademii Muzycznej w Warszawie. W latach 2002–2008 był natomiast dziekanem Wydziału Wokalno-Aktorskiego Akademii Muzycznej w Łodzi. Tytuł profesora uzyskał w 2001.
W styczniu roku 2020 obchodził 45-lecie pracy artystyczno-pedagogicznej.
W 2021 otrzymał złoty medal „Zasłużony Kulturze Gloria Artis”.
Główne osiągnięcia:
- 1979: nagroda „Srebrny Pierścień” za rolę tytułową w musicalu „Zorba” Johna Kandera w Teatrze Wielkim w Łodzi[4]
- 2003: Nadanie odznaczenia: Złoty Krzyż Zasługi za zasługi w działalności na rzecz szkolnictwa artystycznego na wniosek Ministra Kultury[4]
- 2013: Laureat Srebrnego Medalu „Zasłużony Kulturze Gloria Artis”[9]
- 2020: Laureat Złotego Medalu „Zasłużony Kulturze Gloria Artis”[9]
- 2020: Laureat Nagrody ARION Sekcji Teatrów Muzycznych przyznawana przez Związek Artystów Scen Polskich za wybitne osiągnięcia wokalno-aktorskie, za całokształt pracy artystycznej oraz za działalność na rzecz ZASP.